# 에른스트 우데트
에른스트 우데트(Ernst Udet, 1896년 4월 26일 ~ 1941년 11월 17일)는 독일의 공군 군인이다.
19세 때 독일 제국 항공대에 입대하였고, 제1차 세계 대전 동안 적기 총 62기를 격추한 에이스 전투조종사가 되었다. 이는 종전 때까지 생존한 에이스들 중 최고 기록이며, 독일군 전체 에이스 중에서는 만프레트 폰 리히트호펜 남작(80기 격추) 다음의 2위이다. 우데트는 제1전투비행단의 리히트호펜 비행단장 밑에서 비행대대장으로 근무했고, 리히트호펜이 전사한 후에는 헤르만 괴링을 상관으로 모셨다.
1933년, 우데트는 국가사회주의 독일 노동자당에 입당하였고 신생 독일 공군 초기의 핵심 인물이 되어 연구개발을 담당했다. 급강하폭격기 도입에 영향을 미쳤으며, 1939년에는 공군 장비 부문 국장이 되었다. 그러나 행정직이 적성에 맞지 않아 스트레스에 시달렸고, 알코올 중독에 빠졌다. 바르바로사 작전이 개시되자 공군의 자원 수요량이 독일의 생산능력을 초과하기 시작했고, 국가사회주의 독일 노동자당과의 관계도 점점 소원해지자 우데트는 1941년 11월 17일 자기 머리를 총으로 쏘아 자살했다.